# Ralph Hill
Ralph Anthony Hill (ur. 26 grudnia 1908 w Klamath Falls w stanie Oregon, zm. 17 października 1994 tamże) – amerykański lekkoatleta, długodystansowiec, wicemistrz olimpijski z 1932.
W 1930 Hill, który był studentem na Uniwersytecie Oregonu, ustanowił rekord Stanów Zjednoczonych w biegu na 1 milę czasem 14:12,4.
Na igrzyskach olimpijskich w 1932 w Los Angeles wystąpił w biegu na 5000 metrów. Niespodziewanie wytrzymał tempo dyktowane przez Finów Lauriego Lehtinena i Lauriego Virtanena. Na ostatniej prostej o zwycięstwo walczyli Lehtinen i Hill. Lehtinen zaczął biec zygzakiem, blokując Hillowi możliwość wyprzedzenia i zwyciężył o 50 centymetrów, przy czym obaj zawodnicy ustanowili rekord olimpijski wynikiem 14:30,0. Sędziowie po naradzie nie zdecydowali się na dyskwalifikację Fina, a Hill nie złożył protestu i zadowolił się srebrnym medalem.
Hill był mistrzem Stanów Zjednoczonych (AAU) w biegu na 2 mile w 1932.
Później pracował jako farmer.